# Composition-Standard
Beim Composition-Standard wird festgelegt, wie Komponenten in einem Komponentenmodell zu größeren Einheiten zusammenzufügen sind. Er beschreibt außerdem, wie die Komponenten-Auslieferung (englisch deployment) abläuft.
Auch die benötigten Elemente eines Komponenten-Paketes und der Vorgang der Paketierung einer Komponente wird beschrieben. Ein Paket enthält alle nötigen Beschreibungen und Dateien, um eine Komponente in einer entsprechenden Komponentenmodell-Implementierung einbinden zu können.
Der Composition-Standard dient, kurz gesagt, dazu, eine Komponente von anderen Komponenten und dem zugrundeliegenden Betriebssystem klar zu trennen.